# Acanthophyes linnavuorii
Acanthophyes linnavuorii är en insektsart som beskrevs av Capener 1968. Acanthophyes linnavuorii ingår i släktet Acanthophyes och familjen hornstritar. Inga underarter finns listade i Catalogue of Life.